# Brandon Thomas Llamas
Brandon Thomas Llamas (Santanyí, 4 de febrer de 1995) conegut esportivament com a Brandon, és un futbolista professional mallorquí que juga de davanter al PAOK.
Va debutar com a professional amb el RCD Mallorca.

## Palmarès
Osasuna
- Segona Divisió: 2018–19[2]